# Microregione di Brumado
Brumado è una microregione dello Stato di Bahia in Brasile, appartenente alla mesoregione di Centro-Sul Baiano.

## Comuni
Comprende 14 municipi:
- Aracatu
- Brumado
- Caraíbas
- Condeúba
- Cordeiros
- Guajeru
- Ituaçu
- Maetinga
- Malhada de Pedras
- Piripá
- Presidente Jânio Quadros
- Rio do Antônio
- Tanhaçu
- Tremedal